# Galen Center
Le Galen Center est une salle omnisports située à l'angle sud-est de Jefferson Boulevard et Figueroa Street dans la zone d'Exposition Park de Los Angeles, il est juste en face du campus de l'université du Sud de la Californie, et à proximité du Shrine Auditorium.
Elle est la salle de basket-ball et de volley-ball de l'université. C'est là qu'évoluent les basketteurs et le volleyeurs des Trojans de l'USC.

## Histoire
Inaugurée le 16 septembre 2006, cette salle fut édifiée pour un coût de 147 millions de dollars. Elle peut accueillir 10 258 spectateurs.

## Évènements
- Concert Al Green, 21 octobre 2006
- Jeopardy! College Championship, 30 avril-11 mai 2007

## Galerie

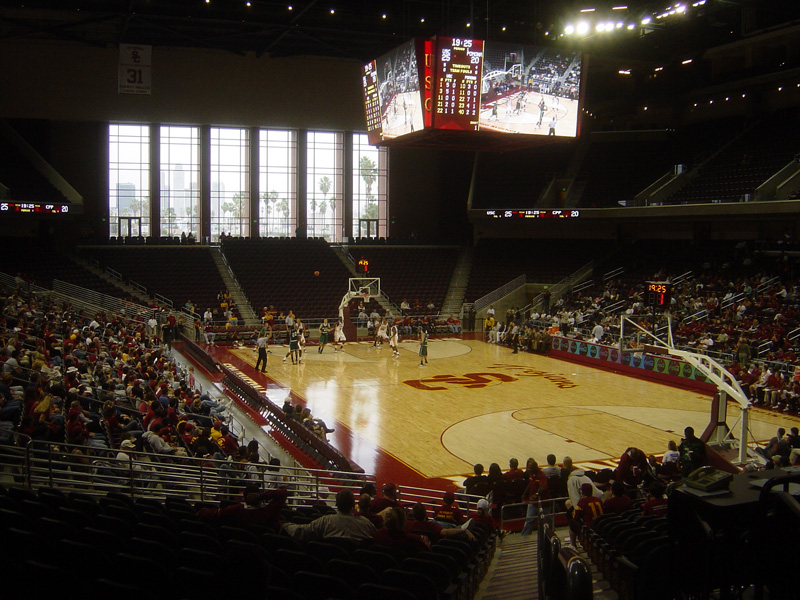
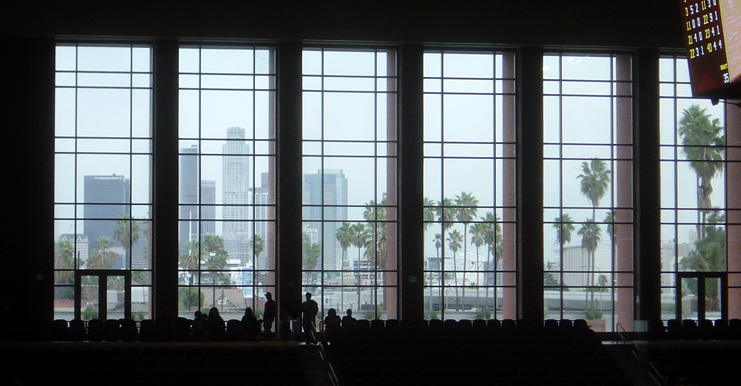
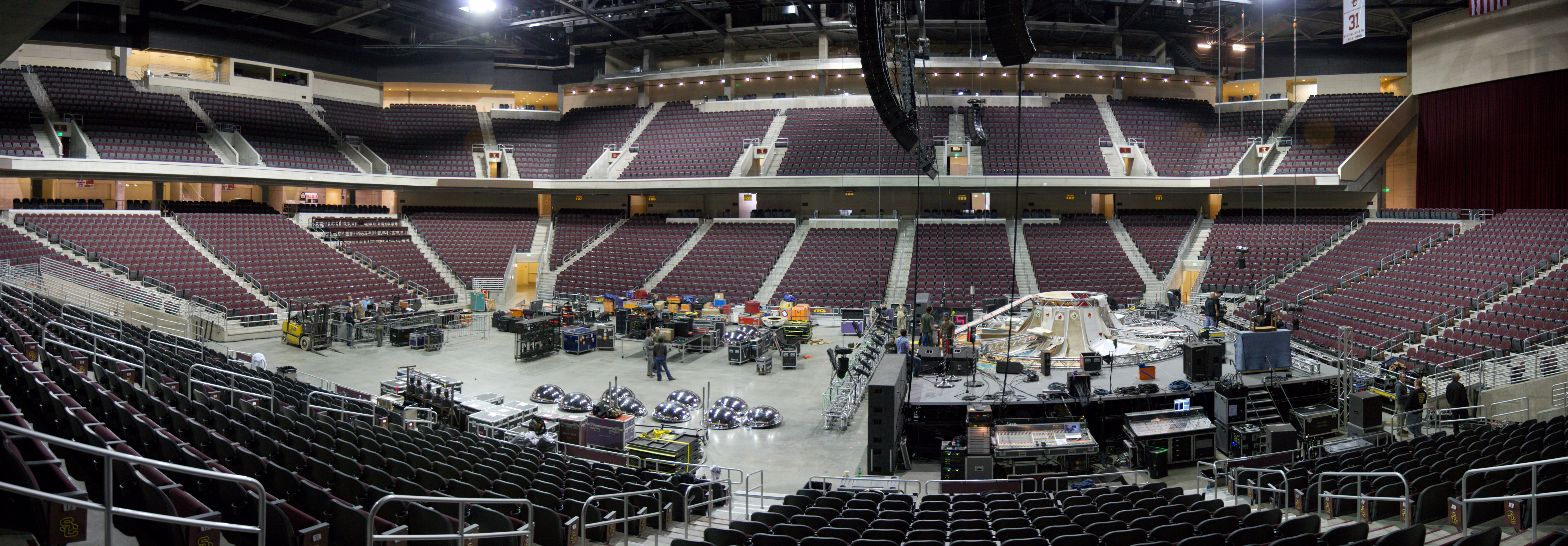